# 아라시 미레스마엘리
아라시 미레스마엘리(1981년 3월 3일 ~ , 페르시아어: آرش میراسماعیلی)는 이란의 전직 유도 선수이다.

## 세계 유도 선수권 대회
미레스마엘리는 로레스탄주 호라마바드 출신으로 이슬람 아자드 대학교 중부 테헤란 분교를 졸업했다. 독일 뮌헨에서 열린 2001년 세계 유도 선수권 대회와 일본 오사카에서 열린 2003년 세계 유도 선수권 대회에서 남자 -66kg급 금메달을 획득했다. 또한 이집트 카이로에서 열린 2005년 세계 유도 선수권 대회와 브라질 리우데자네이루에서 열린 2007년 세계 유도 선수권 대회에서도 남자 -66kg급 동메달을 획득했다. 그 외에 아시안 게임에서는 은메달 1개(2006년 도하 남자 -66kg급), 동메달 1개(1998년 방콕 남자 -66kg급)를 획득했고 아시아 유도 선수권 대회에서는 금메달 3개(1999년 원저우 남자 -66kg급, 2001년 울란바토르 남자 -66kg, 2008년 제주 남자 -66kg급), 은메달 1개(2005년 타슈켄트 남자 -66kg급), 동메달 1개(2007년 쿠웨이트시티 남자 -66kg급)을 획득했다.

## 2004년 아테네 하계 올림픽에서의 논란
아라시 미레스마엘리는 2004년 아테네 하계 올림픽에서 이란의 가장 유력한 금메달 후보로 꼽혔으며 개막식에서는 이란 선수단의 기수로 활약했다.
미레스마엘리는 남자 -66kg급 1라운드에서 이스라엘의 에후드 박스 선수와 대결할 예정이었으나 계체 과정에서 자신이 속한 체급의 허용 체중 한도를 넘어 실격 처리되었다. 그는 체중 한도인 66kg에서 2kg 이상 초과한 상태였다. 이를 두고 미레스마엘리가 이스라엘 선수와 경쟁하기보다는 고의로 실격 판정을 받았다고 주장했는데 미레스마엘리가 "저는 몇 달 동안 훈련을 했고 몸 상태는 좋았습니다. 그러나 팔레스타인 사람들의 고통에 공감하기 위해 이스라엘에서 온 상대 선수와 대결하는 것을 거부했고 전혀 화가 나지 않습니다."라고 발언한 것을 보면 알 수 있다. 유도 관련자들은 세계 챔피언에 2번이나 올랐을 정도로 경험이 많은 선수였던 그가 어떻게 그런 기본적인 실수를 할 수 있었는지 의문을 제기했다.
이란 유도계에서는 미레스마엘리의 행동에 앞선 선례가 있었다. 2001년 세계 유도 선수권 대회에서 이란의 유도 선수인 마헤드 말레크모하마디는 이스라엘의 유도 선수인 요엘 라즈보조프와의 대결을 거부했다. 마찬가지로 이란의 유도 선수인 마수드 하지 아훈자데도 이스라엘의 라이트급 선수인 즈비 샤프란과의 시합에서 기권했다.
이란 국가 올림픽 위원회 대변인은 이스라엘의 선수들과의 경쟁을 거부하는 것이 이란 스포츠계의 "일반적인 정책"이며 미레스마엘리가 이란의 프로토콜을 따랐다고 말했다. 이란의 정부 관리들과 정치인들의 발언은 이러한 이해를 뒷받침했다. 이란 국영 통신사인 이슬람 공화국 통신(IRNA)은 모하마드 하타미 당시 이란 대통령의 발언을 인용해 "이스라엘이 자행한 테러와 학살에 반대하는 미레스마엘리의 행동은 이란의 영광스러운 역사에 기록될 것이다. 이란은 그를 2004년 아테네 하계 올림픽의 또다른 챔피언으로 간주한다."고 보도했다. 나스롤라 사자디 이란 올림픽 대표팀 위원장은 개혁주의 성향을 띤 《샤르그》 신문과의 인터뷰에서 이란 정부가 미레스마엘리의 행동에 대해 이란 정부가 금메달을 딴 선수들에게 금메달을 수여하는 금액인 115,000달러를 지급해야 한다고 말했다. 당시 테헤란 시장이었던 마무드 아마디네자드 전 대통령은 "미레스마엘리가 2004년 아테네 하계 올림픽에서 금메달을 받지는 못했지만 거부함으로써 영원한 영광을 얻게 되었다."고 말했다. 골람알리 하다드아델 이란 의회 의장은 미레스마엘리가 이스라엘 선수와의 경쟁을 거부한 것을 "용감한 결정"이라고 부르며 축하했으며 "팔레스타인을 지지한다는 이유로 자격을 박탈하면 무슬림들의 마음 속에서 당신의 입지가 증진될 것"이라고 말했다.
이에 대해 이스라엘의 유도 선수인 에후드 박스는 "그들(이란)은 우리를 인정하지 않을 권리가 없다고 생각합니다. 이스라엘은 민주주의 국가이고 이란은 그렇지 않습니다. 하지만 스포츠는 정치와 연결되어 있습니다. 어쩌면 다음 올림픽이 더 나아질지도 모릅니다."라고 밝혔다.
2004년 8월 18일에는 국제 유도 연맹(IJF)이 미레스마엘리가 박스와 맞붙지 않기 위해 고의로 체중을 감량했는지의 여부를 조사하기 위해 조사단을 구성했지만 이스라엘과의 경쟁을 거부할 의사가 없다고 결론지었다. 국제 유도 연맹은 2004년 8월 19일에 이란 유도 연맹 회장이 참석한 청문회가 끝난 이후에 공개된 조사단 성명에서 "미레스마엘리가 대회에 출전하지 않을 계획이 없다고 말했고 어떤 언론에도 어떤 종류의 발언도 하지 않았다."고 결론지었다고 밝혔다. 남은 유일한 문제는 미레스마엘리가 계체 당일에 과체중이었는가의 여부에 관한 것이었는데 국제 유도 연맹은 과체중 선수를 처벌하는 규정이 없기 때문에 그에 대해 어떠한 조치도 취하지 않기로 결정했다고 밝혔다.
2004년 9월 8일에는 이란 정부가 미레스마엘리에게 이란의 2004년 아테네 하계 올림픽 금메달리스트 2명(남자 역도 선수 호세인 레자자데, 남자 태권도 선수 하디 사에이)에게 수여한 금액과 동일한 125,000달러를 지급했다고 이란의 관영 언론사가 보도했다.

## 이란 유도 연맹 회장
미레스마엘리는 논란의 여지가 있는 2009년 이란 대통령 선거가 열리기 이전인 2009년 여름에 마무드 아마디네자드 당시 대통령의 라이벌 가운데 한 명이었던 모흐센 레자이의 출마를 지지하기로 결정했다.
레자이는 체육 위원회의 캠페인 책임자로 미레스마엘리를 임명했다. 미레스마엘리는 기자회견에서 레자이가 이란의 새 대통령으로 선출되면 이란의 스포츠 관계자들의 지식과 역량이 아닌 정치적 목적으로 임명될 자리가 더 이상 없을 것이라고 말했다. 레자이에 대한 그의 지지와 발언은 이란 스포츠 연맹 및 기타 지역에서 마무드 아마디네자드를 지지하던 보수주의 진영과 잘 어울리지 않았다. 또한 전직 이란 스포츠 연맹 회장인 모하메드 알리아바디로부터 즉각적이고 가혹한 비난을 받기도 했다.
그 이후로 미레스마엘리를 처벌하고 제외시키려는 노력은 2009년 1월 2일에 열린 이란 유도 연맹 선거 행사에 참석하지 않기까지 했다. 미레스마엘리는 이 행사에 참가하기 위해 매우 열심히 노력했지만 보안 요원들로부터 참가를 거부당했다. 이로 인해 미레스마엘리는 그날 기자회견을 열어 이란에서 스포츠에 대해 매우 유감스럽게 생각하며 공식적으로 이란 유도를 끝냈지만 유도에 대한 그의 사랑을 죽일 수는 없다고 말할 정도로 분노했다.
미레스마엘리는 2019년에 실시된 이란 유도 연맹 회장 선거에서 43표 가운데 32표를 얻어 4년 임기의 이란 유도 연맹 회장으로 선출되었다.